# Giordano Bruno Granzarolo
Giordano Bruno Granzarolo (Carpi di Villa Bartolomea, 12 giugno 1894 – Padova, 19 dicembre 1948) è stato un militare e aviatore italiano, particolarmente distintosi nel corso della prima guerra mondiale per essere stato uno degli aviatori che compirono il volo su Vienna insieme a Gabriele D'Annunzio. Decorato con una Medaglia d'argento e una di bronzo al valor militare, nel primo dopoguerra partecipò con successo a numerose manifestazioni aviatorie come la Coppa Baracca.

## Biografia

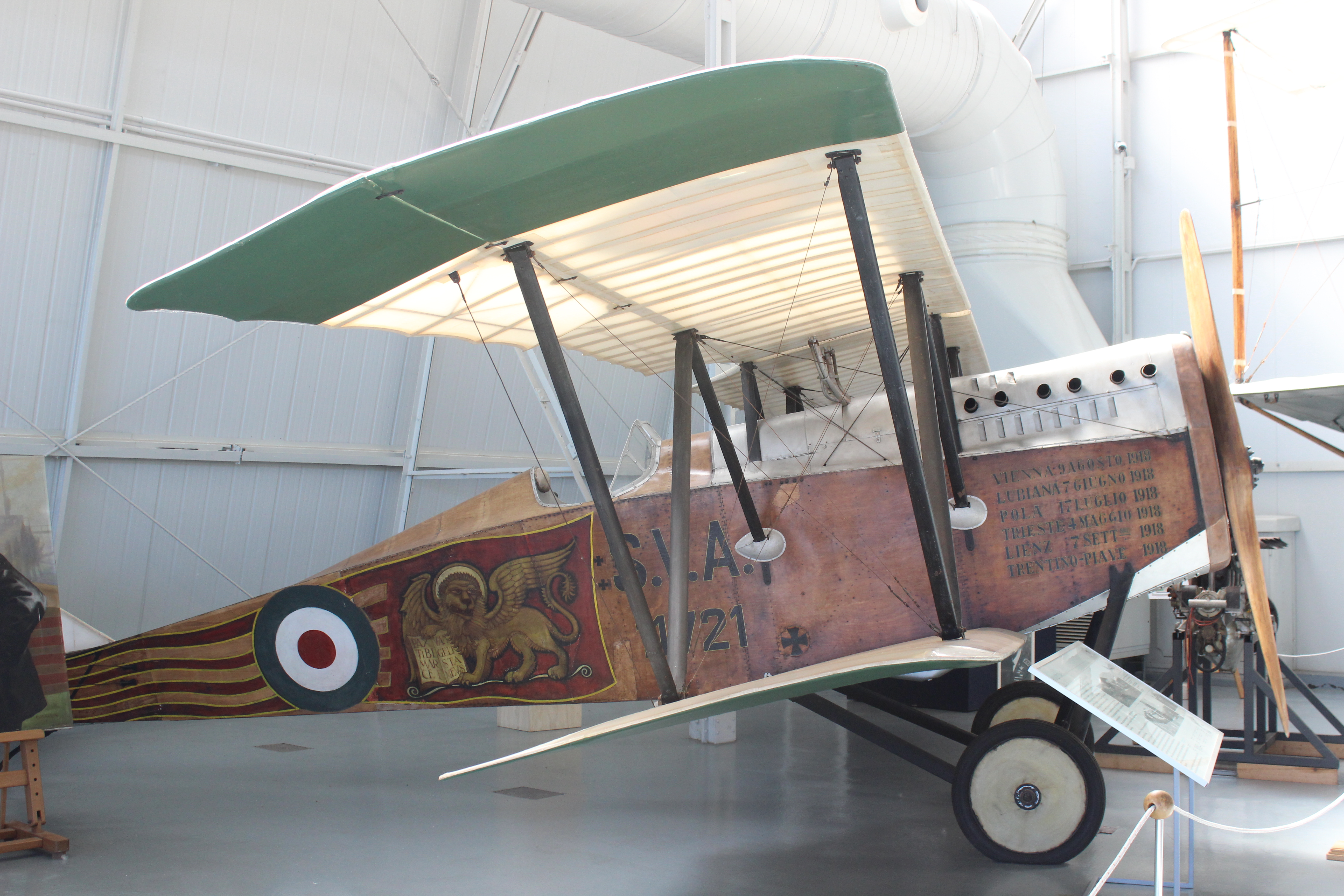
L'Ansaldo SVA 5 di Giordano Bruno Granzarolo esposto al Museo dell'Aeronautica di Vigna di Valle.

Nacque a Carpi di Villa Bartolomea (provincia di Verona) il 12 giugno 1894, figlio di Lino, di professione agricoltore, e di Teresa Zanibello. In tenera età si trasferì, al seguito della famiglia, a  San Vito di Legnago. Arruolatosi nel Regio Esercito all'atto dell'entrata in guerra del Regno d'Italia, avvenuta il 24 maggio 1915, come ufficiale di complemento.
Appassionatosi al mondo dell'aviazione, nel febbraio 1917 entrò nel Servizio Aeronautico, conseguendo i brevetti di pilota e pilota militare sul campo d'aviazione di Gioia del Colle, volando a bordo di un velivolo Voisin. Trasferito al campo d'aviazione di Busto Arsizio volò  su velivoli Aviatik e SAML, e poi passò sul campo d'aviazione della Malpensa. Qui ottenne il brevetto al pilotaggio dei velivoli da caccia Nieuport 17 e Ansaldo SVA, e fu trasferito a Ponte San Pietro (provincia di Bergamo).
Il 12 febbraio 1918 giunse in zona di guerra, assegnato con il grado di tenente alla 87ª Squadriglia aeroplani, equipaggiata con gli SVA 2, compiendo il suo primo volo operativo il 24 maggio, quando eseguì una ricognizione strategica sulla Valle del Sarca, Thione e Bolzano insieme ad Aldo Finzi. Il 4 maggio, su incarico del Comando Superiore d'Aeronautica eseguì, assieme a Antonio Locatelli, una ricognizione sul golfo di Trieste e Monfalcone scattando 48 fotografie. Nello stesso mese eseguì alcune ricognizioni lontane, e il 2 giugno si spinse fin sul cielo di Lubiana. Nel corso della battaglia del Solstizio svolse numerose missioni di scorta ai bombardieri Caproni del IV Gruppo. Il 15 giugno il suo aereo venne colpito nel corso di una missione di ricognizione sulla valle del Brenta e su Feltre. Il 19 luglio, durante una missione di scorta ai bombardieri, venne  costretto ad atterrare in emergenza a Campo San Luca per un guasto al propulsore. Il 9 agosto prese parte al volo su Vienna compiuto dalla sua squadriglia, insieme al poeta Gabriele D'Annunzio, che gli valse la concessione di una Medaglia d'argento al valor militare.
Il 17 agosto il suo aereo fu colpito durante un mitragliamento a bassa quota, e nell'ultima settimana di ottobre il suo aereo fu più aereo venne più colpito da schegge di proiettili antiaerei e da colpi di  mitragliatrice. Il 22 dello stesso mese lo SVA fu colpito da una granata durante una ricognizione nella zona di Casarsa che lo costrinse ad atterrare. Una volta ripartito per raggiungere Fonzaso, l'aereo fu colpito di nuovo e costretto ad atterrare in emergenza a Campo San Luca. Dopo la morte di Natale Palli, avvenuta il 20 marzo 1919 assunse il comando della 87ª Squadriglia "Serenissima" di stanza a Padova. Successivamente seguì D'Annunzio nell'impresa di Fiume come Legionario. Nei primi anni del dopoguerra partecipò a numerose manifestazioni sportive, come le prime edizioni della Coppa Baracca. Il 28 dicembre 1926 sposò la signorina Jose Donella, figlia dell'avvocato Guerrino di Villa Bartolomea.
Nel giugno 1928 prese parte a un volo da Roma a Londra e ritorno, in occasione della manifestazione aerea che si teneva sull'aeroporto di Hendon, compiuto in formazione da sei Ansaldo A.120 e sei Fiat R.22 guidati da Italo Balbo. Oltre a Balbo a questo volo presero parte numerosi grandi aviatori italiani dell'epoca: generale di brigata aerea Vincenzo Lombard, colonnelli Domenico Bolognesi, Ernesto Coop, Ercole Ercole, tenenti colonnelli Gennaro Tedeschini Lalli, Mario Ajmone Cat, Pietro Pinna Parpaglia, Rino Corso Fougier, Ferruccio Ranza, maggiori Roberto Lordi, Egisto Perino, Paride Sacchi, Sabato Martelli Castaldi, Amedeo Mecozzi, capitani Osvaldo Baldi, Francesco Brach Papa, Federico Guazzetti, Ettore Orlando, Giuseppe Gaeta, Viero Menghi, Emilio Liberati, Giordano Bruno Ganzarolli, e il tenente Fausto Cecconi.
Posto in posizione ausiliaria, e poi definitivamente collocato a riposo con il grado di capitano, poi promosso maggiore, andò a vivere a Padova, dove si spense il 19 dicembre 1948.
Il suo Ansaldo SVA 5 (MM.11721) con il quale  effettuò il volo su Vienna è oggi esposto al Museo dell'Aeronautica di Vigna di Valle.

### Annotazioni
1. ↑  Ebbe come istruttore il tre volte decorato di Medaglia d'oro al valor militare Antonio Locatelli.
2. ↑  Ciò gli capitò di nuovo 27 ottobre durante una missione  tra Portobuffolé ed Oderzo.

### Fonti
1. 1 2 3 4 5 6 7 8 9 10 11 12 13  Quelli del 72.
2. ↑  Il postalista.
3. ↑  Mancini 1936, p. 42.
4. ↑  Mancini 1936, p. 598.
5. 1 2  L'Aeronautica n.7, luglio 1928, p. 578.
6. ↑  Aeronautica Difesa.
7. ↑  Supplemento Ordinario alla Gazzetta Ufficiale del Regno d'Italia n.230 del 2 ottobre 1939, pag.48.
8. ↑  Supplemento Ordinario alla Gazzetta Ufficiale del Regno d'Italia n.132 del 11 giugno 1938, pag.2.